# Hydrellia nostimoides
Hydrellia nostimoides är en tvåvingeart som beskrevs av Frey 1958. Hydrellia nostimoides ingår i släktet Hydrellia och familjen vattenflugor. Inga underarter finns listade i Catalogue of Life.